# Decostruzionismo
Il decostruzionismo è un concetto introdotto nella filosofia occidentale da Jacques Derrida; esso risponde all'esigenza di tradurre linguisticamente e semanticamente l'invito heideggeriano alla Destruktion dei concetti della metafisica.
Per quanto Derrida si sottragga a ogni tentativo di definizione della decostruzione, essa può essere descritta come confronto serrato con i testi e gli autori della filosofia occidentale nell'intento di mettere in luce i presupposti impliciti, i pregiudizi nascosti, le contraddizioni latenti della cultura e del linguaggio che, non troppo consapevolmente, l'uomo adotta.

## Decostruzione e decostruzionismo
La decostruzione, in quanto metodo filosofico post-metafisico, non si pone come sistema di pensiero totalizzante, benché sia il più pieno e onesto riconoscimento dell'impossibilità, per la filosofia, di "sbarazzarsi" della metafisica: la filosofia, infatti, è condannata inesorabilmente a continuare a muoversi ai "margini" di essa. Questa premessa permette di comprendere il fraintendimento che è alla base dello slittamento linguistico e semantico da "decostruzione" a "decostruzionismo", operato sulla base di uno schema tradizionale dagli storici della filosofia, i quali seguendo questo tipo di catalogazione finiscono per limitare la portata della decostruzione entro il sistema filosofico-metafisico di cui essa costituisce la critica radicale. In senso altrettanto limitato, come metodo di critica filosofica e letteraria, la nozione di decostruzionismo può essere usata in riferimento alla ricezione americana di Jacques Derrida, in particolare attraverso la mediazione di Paul de Man.

## Cos'è la decostruzione?
La decostruzione ha molte facce e nessuna gerarchia: è la disseminazione del senso a chiamarla in causa, non la polisemia. Dapprima si configura come una strategia di lettura dei testi della tradizione metafisica, volta a metterne in luce gli scarti, i vuoti, le fratture, le discontinuità, le aporie, le strutture ideologiche e attanziali, anziché l'unità intrinsecamente manifesta e voluta da essi. Questa strategia è tesa all'annientamento del concetto di sistema che tutto unifica, che tutto "identifica" (riduce ad identità), che tutto ingloba in sé, che tutto plasma a propria immagine, in vista di una rivendicazione dell'Altro e della differenza come grande impensato della tradizione filosofica occidentale.
In questa direzione la decostruzione è una conseguenza della riflessione filosofica di Martin Heidegger. Infatti il progetto della seconda sezione di Sein und Zeit (Essere e tempo) - rimasta alla fase di mera progettazione, per la caratteristica inadeguatezza del linguaggio della metafisica - risuonava come una "distruzione della storia dell'ontologia", distruzione ben poco "distruttiva" a ben guardare, poiché l'intenzione heideggeriana trovava il suo fine nella liberazione dei più importanti concetti filosofici (quali "verità", "libertà", "mondo" e, in primis, "Essere") dalla secolare ipoteca oggettivante impressa dalla metafisica, a partire da una acuta e penetrante ricognizione linguistica, in nome di una ontologia fenomenologica capace di assurgere alla facoltà di "lasciar/far vedere il fenomeno per come esso si mostra" - a partire da un linguaggio radicalmente rinnovato (ripensato), per cui filosoficamente (nell'accezione classica e ordinaria del termine) scandaloso.
Jacques Derrida parla di "strategia" di lettura dei testi classici, e non a caso; la Decostruzione non è, e non vuole affatto essere, un metodo riproducibile (le coordinate cartesiane o il sillogismo deduttivo p.es.) capace di "smontare" i sistemi filosofici, ma si tratta piuttosto di una strategia di "ascolto" da attivare di volta in volta, poiché il testo (e la cultura) non devono essere decostruiti (nel senso ipotetico di "passati al vaglio della decostruzione"), bensì sono proprio essi stessi ad essere costitutivamente in decostruzione; per cui il filosofo non deve che tendere il proprio orecchio scaltrito, in grado quindi di captare le dissonanze e i guasti che minano il sogno totalizzante ed esaustivo del credo sistematico. Non più quindi l'occhio teoretico, capace di "contemplare" concetti distribuiti in un sistema (come in una sorta di armonia visuale) - ma queste sono metafore, e Derrida insegna che la radice del linguaggio metafisico risiede nella metafora. La filosofia deve superare il sistema, non per scelta, ma per necessità, o forse seguendo la logica perversa di una possibilità necessaria.
Derrida ci ha sempre mostrato che la decostruzione intacca qualsivoglia oggetto della cultura, e non solamente testi metafisici; infatti la tarda produzione del filosofo applica l'esperienza decostruttiva non più esclusivamente ai sistemi cartacei della tradizione filosofica, bensì anche a quelli storici e concettuali a noi più vicini (almeno apparentemente), proprio laddove il moto decostruttivo ci coglie impreparati: il "dono", l'"ospitalità", il "perdono", fino al sistema, che tutti ci riguarda e coinvolge, della "democrazia".